# Joseph Miller Huston
Joseph Miller Huston (Filadelfia, 23 de febrero de 1866–Íd. 1940) fue un arquitecto destacado por diseñar el tercer (y actual) Capitolio del Estado de Pensilvania en Harrisburg. La construcción comenzó en 1902 de su diseño Beaux-Arts. Fue una de las cinco personas condenadas por soborno en 1910 después de una investigación estatal de sobrecostos en asociación con la construcción y el mobiliario del capitolio.

## Vida
Joseph Miller Houston nació en Filadelfia, Pensilvania en 1866. Cuando tenía diecisiete años, Joseph se unió a la firma de Frank Furness and Sons, donde trabajó durante sus años universitarios. Se graduó de la Universidad de Princeton en 1892 y se reincorporó a la firma de Furness a tiempo completo.
En 1895, Houston fundó su propia firma y comenzó a diseñar edificios en Filadelfia, como el Edificio Witherspoon (1895). A finales de los años 1890 estuvo de gira por Europa y Asia, junto con su hermano mayor, Samuel, experimentando estilos históricos que influyeron en gran medida sus diseños posteriores.
En 1901, a la edad de 36 años, Joseph Houston ganó el concurso de diseño para la comisión del nuevo Capitolio de Pensilvania sobre otros ocho competidores. Su diseño fue abrumadoramente anunciado como un éxito. En su inauguración el 4 de octubre de 1906, el presidente Theodore Roosevelt describió el edificio como "... ¡el capitolio estatal más hermoso que jamás haya visto! " El proyecto costó casi el triple de lo asignado por la legislatura, en parte por los costos inflados de construcción y mobiliario debido al mecanismo de compra del estado. Houston y otros cuatro funcionarios fueron declarados culpables de corrupción en 1910 y sentenciados a hasta dos años de prisión. Aunque apeló, Houston perdió su caso y purgó su pena en la Penitenciaría Eastern State en 1911.
La casa de Houston, conocida como Oaks Cloister (c.1904) está ubicada en la sección de Germantown de Filadelfia y ha sido descrita como una de las mejores residencias de la ciudad. La familia Houston la vendió en 1955. Con el tiempo se deterioró y fue abandonada. En 2002 estuvo cerca de ser demolida demolición, más desde entonces ha sido restaurada.
En 1911, Houston diseñó la Iglesia Metodista Searles Memorial, ahora ubicada en el distrito histórico de Old Pottstown.

## Galería

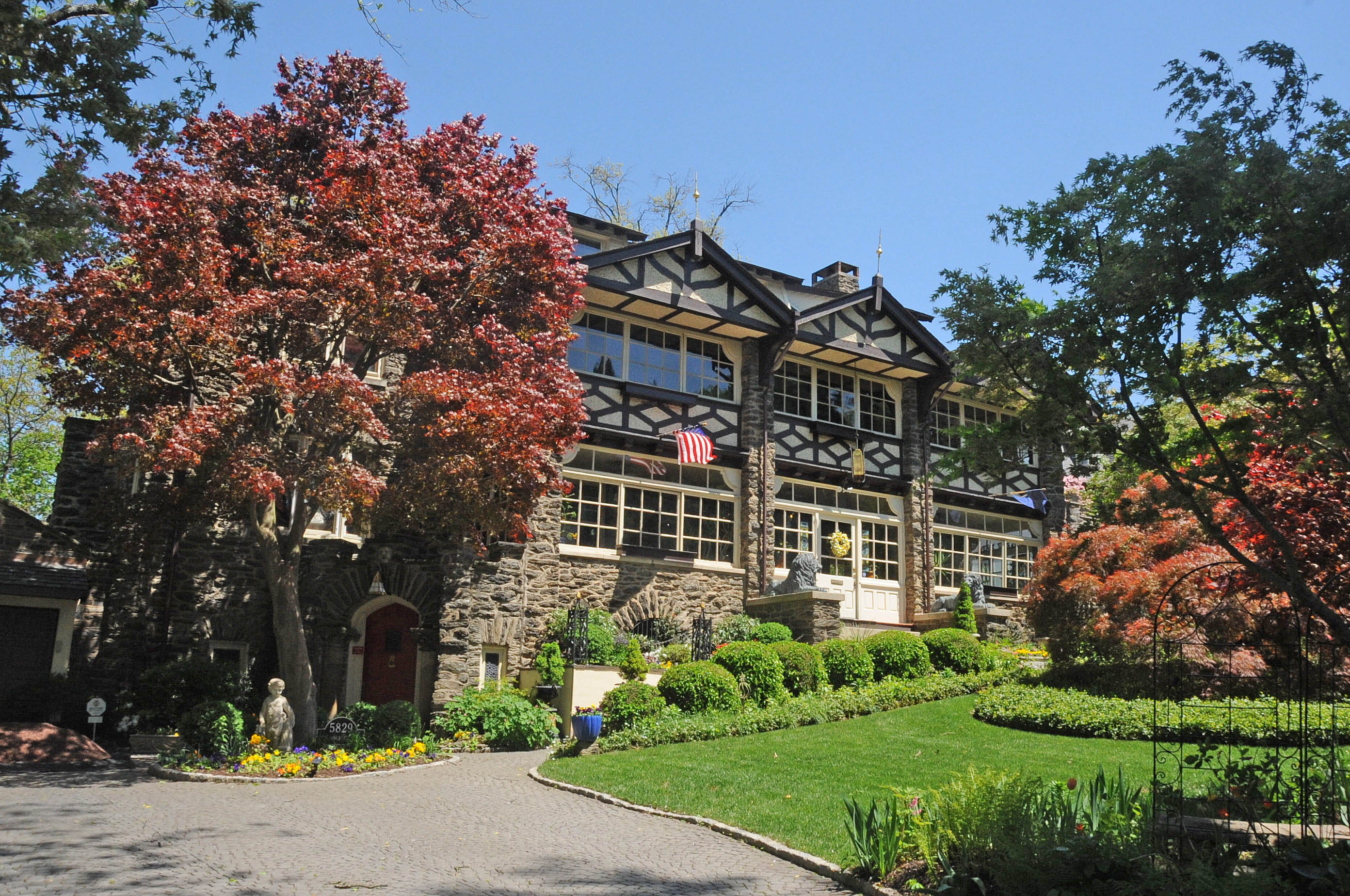
Oaks Cloister
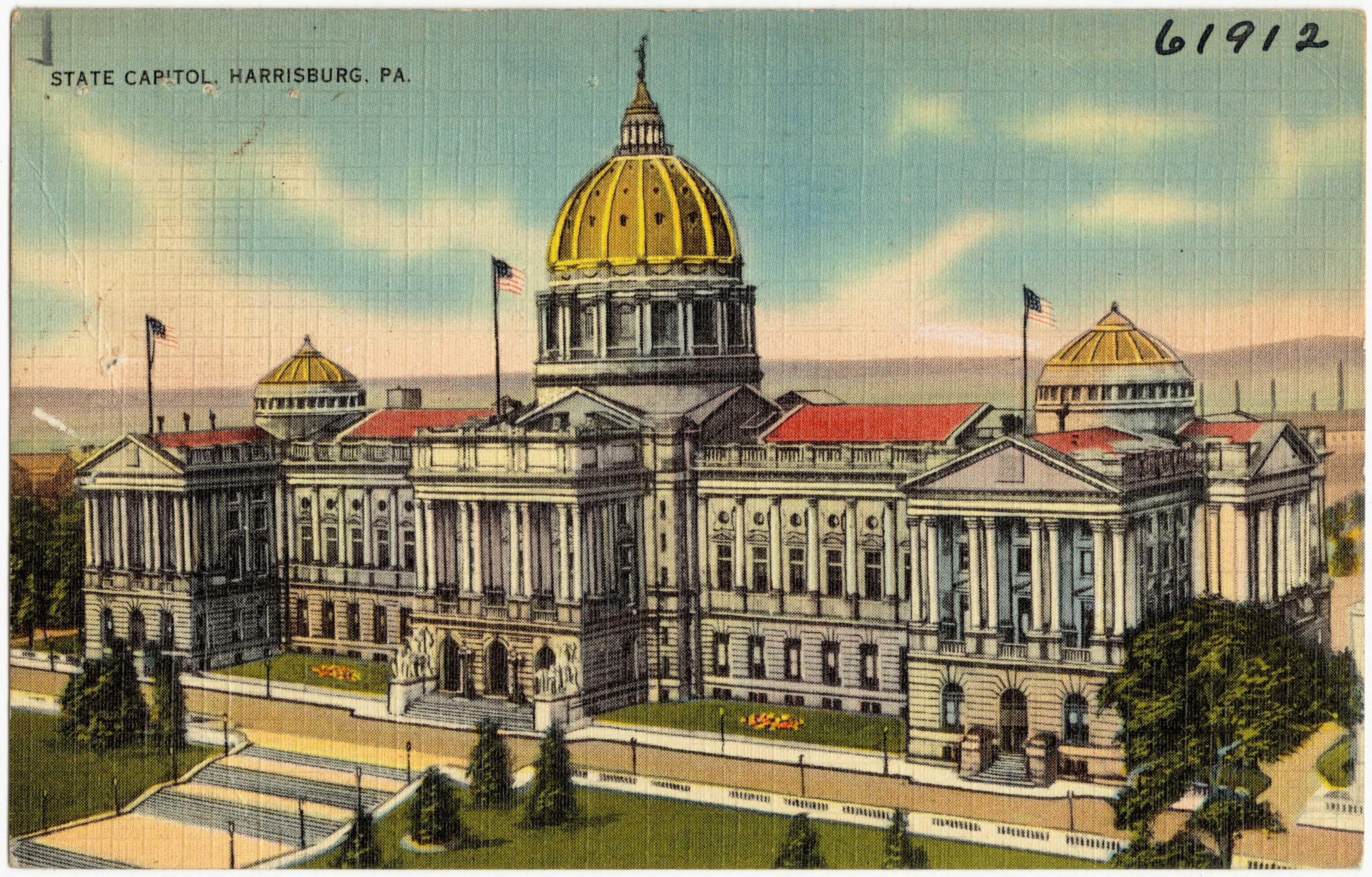
Capitolio de Pensilvania